# Olycksmakaren
Olycksmakaren (originaltitel: Fabbricante di lacrime) är en italiensk dramafilm från 2024. Filmen är regisserad av Alessandro Genovesi, efter ett manus skrivet av Erin Doom. Filmen hade premiär på Netflix den 4 april 2024.

## Handling
Filmen kretsar kring Nica och Rigel som tillsammans söker efter den äkta kärleken.

## Rollista (i urval)
- Caterina Ferioli – Nica Dover
- Biondo – Rigel
- Alessandro Bedetti – Lionel
- Nicky Passarella – Billie